# Reitz
Reitz is een plaats in de Zuid-Afrikaanse provincie Vrijstaat. Reitz telt ongeveer 3400 inwoners.
De stad in de Oostelijke Vrijstaat werd gesticht op de boerderij Stompkop, die voornamelijk een handelspost en halteplaats was voor transportrijders. De stad heette eerst Singerspost naar een zekere Singer die hier een winkel opende. De stad heette toen Amsterdam nadat de eerste percelen in 1884 waren aangelegd, maar de naam werd veranderd in Reitz na het bezoek van president FW Reitz in 1889. Gemeentelijke status volgde in 1903. De spoorlijn bereikte de stad in 1910. Het opmerkelijke NG kerkgebouw is ontworpen door de beroemde Afrikaanse architect Wynand Louw. Toen de Maritz-rebellie van 1914 uitbrak, sloten de meeste boeren van Reitz zich bij de opstand aan.

## Wijk
De stad ligt in het hart van een maïsdriehoek. Tarwe wordt ook verbouwd en vee- en schapenhouderij wordt beoefend.

## Tweede Onafhankelijkheidsoorlog
Tijdens de Tweede Onafhankelijkheidsoorlog was de regering een tijdje in de stad gevestigd. In 1901 werkten hier president MT Steyn en zijn hogere staf. In de nacht van 29 juli kwam een Britse compagnie onverwachts de stad binnen en nam 29 Boerenofficieren en de schatkist van de Vrijstaat gevangen. De president wist te ontsnappen.

## Inboorlingen
Verna Vels, een Afrikaanse schrijver, radio-omroeper, verhalenverteller en bedenker van Liewe Heksie.

## Subplaatsen
Het nationaal instituut voor de statistiek, Stats SA, deelt sinds de census 2011 deze hoofdplaats in in zogenaamde subplaatsen (sub place), c.q. slechts één subplaats:
Reitz SP.